# Gornji Malovan
Gornji Malovan je naseljeno mjesto u općini Kupres, Federacija Bosne i Hercegovine, BiH.

## Stanovništvo

### 1991.
Nacionalni sastav stanovništva 1991. godine, bio je sljedeći:
ukupno: 152
- Srbi - 134
- Hrvati - 17
- ostali, neopredijeljeni i nepoznato - 1

### 2013.
Nacionalni sastav stanovništva 2013. godine, bio je sljedeći:
ukupno: 32
- Hrvati - 20
- Srbi - 12

## Vanjske poveznice
- maplandia.com: Gornji Malovan